# Бялишево-Товажиство
Бялишево-Товажиство (пол. Białyszewo-Towarzystwo) — село в Польщі, у гміні Серпць Серпецького повіту Мазовецького воєводства.
Населення — 71 особа (2011).
У 1975-1998 роках село належало до Плоцького воєводства.

## Демографія
Демографічна структура станом на 31 березня 2011 року:
|          | Загалом | Допрацездатний вік | Працездатний вік | Постпрацездатний вік |
| -------- | ------- | ------------------ | ---------------- | -------------------- |
| Чоловіки | 34      | 6                  | 24               | 4                    |
| Жінки    | 37      | 4                  | 24               | 9                    |
| Разом    | 71      | 10                 | 48               | 13                   |